# Kỷ Imbrium Sớm
Trong niên đại địa chất Mặt Trăng, kỷ Imbrium Sớm diễn ra từ khoảng 3.850 triệu năm trước tới khoảng 3.800 triệu năm trước. Nó gối lên khoảng thời gian kết thúc của sự kiện bắn phá mạnh muộn của khu vực bên trong của hệ Mặt Trời. Các va chạm đã tạo ra lòng chảo biển Imbrium diễn ra vào đầu kỷ. Các lòng chảo lớn khác thống lĩnh phía bên trái của Mặt Trăng (chẳng hạn Crisium, Tranquilitatis, Serenitatis, Fecunditatis và Procellarum) cũng đã được hình thành trong thời kỳ này. Các lòng chảo này được nhồi đầy các loại đá bazan chủ yếu trong kỷ Imbrium Muộn tiếp theo. Trước khi diễn ra kỷ Imbrium Sớm là giai đoạn thuộc kỷ Nectaris.

## Quan hệ với niên đại địa chất Trái Đất
Do có rất ít hoặc không có chứng cứ địa chất nào trên Trái Đất tồn tại trong thời gian tương ứng với kỷ Imbrium Sớm trên Mặt Trăng, nên kỷ Imbrium Sớm (hay Muộn) đã được sử dụng trong ít nhất là một công trình khoa học đáng chú ý như là một đơn vị phân chia không chính thức của liên đại Hỏa Thành trên Trái Đất.